# Шпиколоська сільська рада
| Шпиколоська сільська рада — колишній орган місцевого самоврядування у Золочівському районі Львівської області з адміністративним центром у с. Шпиколоси. Історична дата утворення: в 1995 році. Водоймища на території, підпорядкованій даній раді: річка Золота Липа. Сільській раді підпорядковані населені пункти: - с. Шпиколоси |

## Склад ради
Рада складається з 14 депутатів та голови.

### Керівний склад ради
| ПІБ                        | Основні відомості                                                             | Дата обрання | Дата звільнення |
| -------------------------- | ----------------------------------------------------------------------------- | ------------ | --------------- |
| Чепак Ольга Михайлівна     | Сільський голова, 1964 року народження, освіта, позапартійна                  | 26.03.2006   | 31.10.2010      |
| Дацко Василь Володимирович | Сільський голова, 1959 року народження, освіта середня загальна, безпартійний | 31.10.2010   |                 |

Примітка: таблиця складена за даними джерела